# River to River. Florence Indian Film Festival
River to River. Florence Indian Film Festival, che si tiene a Firenze con il Patrocinio dell'Ambasciata indiana in Italia, è il primo festival nel mondo interamente dedicato al cinema indiano e a film sull'India.

## Il Festival
Il cinema indiano è sempre più conosciuto in Europa, noto soprattutto come Bollywood, con film ad alto budget, ricchi di danze, canzoni e grandi star.
Il Leone d'Oro vinto a Venezia nel 2001 da Mira Nair con Monsoon Wedding è sicuramente stato un importante trampolino di lancio per il cinema indiano, nonostante questo sia sempre stato noto fuori dal proprio paese di origine.
Lo scopo del festival è quello di promuovere il cinema indiano indipendente, proiettando ogni anno i più recenti lungometraggi, corti e documentari alla presenza dei registi, attori e produttori che parlano dei propri lavori al pubblico del festival e alla stampa.

## Edizioni

### 2001
La prima edizione del festival si è tenuta dal 4 al 7 ottobre 2001 presso il Teatro del Rondò di Bacco a Firenze.
Per la prima volta in Italia vengono presentati volti e pellicole degli autori delle produzioni indipendenti indiane, opere realizzate con budget ridotti e forti slanci creativi, testimoni di un conflitto aspro e serrato con i meccanismi egemonizzanti del cinema commerciale di Bollywood.
Nella sua prima edizione, il Festival ha avuto un ottimo riscontro di stampa. Gli otto film presentati sono stati una prima presentazione  delle piccole produzioni, segnalando i lavori di registi e registe quali Dev Benegal, Biju Viswanath e Preeti Chandrakant.

### 2002
La seconda edizione del festival si è tenuta a Firenze dall'11 al 15 dicembre e ha proposto un'ampia selezione di film di produzioni indipendenti a basso budget, con particolare attenzione all'attualità delle storie e all'innovazione del linguaggio visivo di giovani registi e registe.
L'edizione 2002 ha anche ospitato un omaggio al regista bengalese Ritwik Ghatak e i 17 documentari del TFSA (Travelling Film South Asia). Gli ospiti del Festival sono stati i registi Rahul Bose e Anand Patwardhan e la programmatrice di festival e critica cinematografica Uma da Cunha.

### 2003
La terza edizione del festival ha avuto luogo dal 10 al 14 dicembre, presentando i migliori film della produzione indiana: da Maqbool di Vishal Bhardwaj a Matrubhoomi-A Nation Without Women di Manish Jha, da Chokher Bali di Rituparno Ghosh al cortometraggio di Amit Kumar, The Bypass.
Evento speciale è stata la proiezione de L'India vista da Rossellini di Roberto Rossellini, diario filmato compiuto dal regista in India alla fine degli anni '50. E ancora, la Om Puri Night, serata-tributo al grande attore indiano, e l'anteprima del TFSA (Travelling Film South Asia) 2004.
Il River to River Digichannel Audience Award è stato vinto da Matrubhoomi-A Nation Without Women di Manish Jha.
Ospiti del Festival sono stati: i registi Roysten Abel e Manish Jha, la giornalista e regista Meenakshi Shedde e la programmatrice di festival e critica cinematografica Uma da Cunha.

### 2004
La quarta edizione del festivalsi è  tenuta dall'8 al 12 dicembre e ha presentato il programma Occhi sull'India, carrellata di documentari sull'India girati da registi occidentali e la proiezione della black comedy Shit Happens di Shashanka Ghosh, film vincitore del River to River Digichannel Audience Award.
Tra le opere prime, sono stati presentati i lungometraggi Let the Wind Blow di Partho Sen Gupta, White Noise di Vinta Nanda ed il corto Holly Bolly di Dishad Husain.
Tra gli ospiti del Festival, i registi Goutam Ghose, Herbert Krill, Dishad Husain, Vinta Nanda e Partho Sen Gupta, oltre all'attrice Koel Purie e al produttore Mohanjit Singh.
Alcuni film del Festival sono stati proiettati il 14 e il 15 dicembre a Napoli e Roma, nell'ambito delle collaborazioni attivate con l'Istituto Orientale della città partenopea e la Facoltà di Studi Orientali dell'Università di Roma.

### 2005
La quinta edizione del festival si è tenuta dal 9 al 15 dicembre presso il cinema Spazio Uno di Firenze, si è conclusa con la proiezione di Appunti per un film sull'India (1967-68) di Pier Paolo Pasolini, dove il regista filma la città di Mumbai nelle sue estreme poverissime periferie, con la cinepresa in spalla; e Calcutta (1969) di Louis Malle, un ritratto filmato della città indiana dove i protagonisti sono i devoti, i mendicanti e le strade che pullulano di persone.
Tra i lungometraggi, Sof Haolam Smola (Turn Left at the End of the World) di Avi Nesher, Hari Om di Bharatbala (che è stato presente dopo la proiezione del film) e Amu di Shonali Bose; la sezione degli otto cortometraggi ha visto spiccare Viva Liberty! di Dishad Husain e 6ft. in 7 min. di Rafael Del Toro; tra i documentari, Between the Lines di Thomas Wartmann, City of Photos di Nishtha Jain e I baffi dei Rajput di Gianluca Pipitone (che è stato presente dopo la proiezione del film).
È stata programmata anche una retrospettiva dedicata al produttore e regista Ismail Merchant.
Tra gli ospiti di questa edizione, per i lungometraggi, la giovane regista di Kal: Yesterday and Tomorrow Ruchi Narain e Bharatbala, il regista di Hari Om; invece per i documentari sono stati presenti Dheeraj Akolkar (Jyotirgamaya), Krishna Das (Trascendental Feeling of Himalaya), Gianluca Pipitone (I Baffi dei Rajput), Pietro Silvestri (Bahurupia-l'arte del travestimento) e il regista Thomas Wartmann (Between the Lines).
I vincitori del River to River Digichannel Audience Award nelle 3 sezioni sono: Sof Haolam Smola (Turn Left at the End of the World) di Avi Nesher nella sezione lungometraggi; 6ft. in 7 min. di Rafael Del Toro per i corti; Between the Lines di Thomas Wartmann per i documentari.

### 2006
La sesta edizione del festival si è tenuta dall'8 al 14 dicembre, ha proposto un programma ampio e variegato, cogliendo i numerosi aspetti e sfaccettature dell'animo umano, spaziando tra temi diversi all'interno delle singole sezioni.
Durante la serata finale è stato proiettato Notturno Indiano di Alain Corneau, tratto dal breve romanzo di Antonio Tabucchi, in cui un viaggiatore senza nome arriva a Mumbai alla ricerca di un amico, per poi proseguire il suo viaggio verso sud, oltre all'annuncio dei vincitori del River to River Digichannel Audience Award:
- sezione lungometraggi: Infinite Justice del regista pakistano Jamil Dehlavi, che racconta una storia ispirata al reale assassinio del giornalista ebreo statunitense Daniel Pearl;
- sezione cortometraggi: Dog di Daniel Lang, in cui il regista immagina di morire e reincarnarsi in un cane di strada indiano;
- sezione documentari: le cinelettere lunghe 40 anni di I for India di Sandhya Suri.

Oltre ai vincitori, sono stati presentati i lungometraggi Maine Gandhi Ko Nahin Mara (I did not kill Gandhi) dell'assamese Jahnu Barua, che affronta l'argomento universale della demenza senile, all'interno di un contesto profondamente indiano, la morte di Gandhi; la gangster story in salsa curry Dubai Return di Aditya Bhattacharya; il giorno di ordinaria follia di Madhav Apte, protagonista di Dombivli Fast di Nishikant Kamat. 
Tra i cortometraggi sono stati presentati i surreali The Cherry on Top e Flower Girl.
Tra i documentari: Kalasam di Anna Pitscheider, Cricket Cup di Massimiliano Pacifico e Diego Liguori, e il dolore delle “mezze vedove” in Waiting… di Shabnam Ara e Atul Gupta.
La retrospettiva è stata dedicata a Mira Nair (Salaam Bombay e Monsoon Wedding) e sono stati organizzati incontri tra il pubblico e i registi presenti: per i lungometraggi, i registi Aditya Bhattacharya di Dubai Return e Jamil Dehlavi di Infinite Justice; i documentaristi Pietro Silvestri di Le nozze di Mongola, Anna Pitscheider di Kalasam, Nicole Maria Krieger di Ayurveda-The Wisdom of Life, Filippo Papini  di Varanasi Bang e Massimiliano Pacifico e Diego Liguori di Cricket Cup.

### 2007
La settima edizione del festival si è tenuta dal 7 al 13 dicembre presso il cinema Gambrinus.
La retrospettiva è stata dedicata a Bimal Roy.
Tra gli ospiti del festival, oltre a Joy Roy, figlio di Bimal Roy, erano presenti i registi dei lungometraggi Bhavna Talwar (Dharm), Chitra Palekar (Maati Maay) e Sarthak DasGupta (The Great Indian Butterly).
Per la sezione dei cortometraggi invece Ashish Avikunthak (Antaral-End Note), Ishaan Nair (Guroor), Nandita Jain (Myths about you) e Kartik Singh (Saving Mum and Dad).
A presentare i propri documentari al Festival: Leonardo Ferri (Democracy Rocks) e Francesca Lignola e Stefano Rebechi (Sotto il cielo di Ahmedabad).
Durante la serata finale sono stati annunciati i vincitori del River to River Digichannel Audience Award:
- sezione lungometraggi: l'intensa storia di una madre in Maati Maay della regista Chitra Palekar
- sezione cortometraggi: l'ironico Saving Mum and Dad di Kartik Singh
- sezione documentari: il kite festival ritratto ne Sotto il cielo di Ahmedabad di Francesca Lignola e Stefano Rebechi.

Dopo la premiazione, il direttore del Festival ha consegnato ad un rappresentante di Medici Senza Frontiere i fondi raccolti durante il Festival e derivanti da una parte dell'incasso dei biglietti a favore delle vittime del ciclone Sidr in Bangladesh, alla presenza del Presidente della Regione Toscana Claudio Martini.

### 2008
L'ottava edizione del festival ha avuto luogo dal 5 all'11 dicembre nella sala Anni Venti del cinema Odeon.
La retrospettiva è stata dedicata allo showman di Bollywood Raj Kapoor. Numerosi gli ospiti di questa edizione, tra registi indiani ed europei, l'Ambasciatore dell'India in Italia Arif Shahid Khan e il Presidente della Regione Toscana Claudio Martini.
Durante la serata finale sono stati annunciati i vincitori del River to River Digichannel Audience Award:
- sezione lungometraggi: la favola metropolitana Amal di Richie Mehta
- sezione cortometraggi: il suggestivo Funerailles di Subarna Thapa
- sezione documentari: l'interessante Super 30 di Christopher Mitchell

Digichannel ha inoltre deciso di dare una menzione speciale a Sarab S. Neelam per il lungometraggio Ocean of Pearls “per il modo delicato e raffinato con il quale la difficile questione della discriminazione è stata trattata e per il supporto dello lo sviluppo futuro di un mondo che non debba più sottostare a nessuna differenza di razza o religione fra gli individui”.
Dopo la premiazione, la serata è proseguita con la proiezione dei tre vincitori del concorso Advantage India, e infine con l'ultimo film della retrospettiva dedicata a Raj Kapoor, Bobby, in cui regnano divertissement e atmosfere Seventies.

### 2009
La nona edizione del festival ha avuto luogo dal 3 al 10 dicembre.
La retrospettiva è stata dedicata a Guru Dutt, importante attore indiano degli anni cinquanta.
Le collaborazioni con il Museo Marino Marini per la mostra su Raja Ravi Varma e con Palazzo Tornabuoni per il Gala Dinner hanno rappresentato importanti eventi collaterali della manifestazione, oltre  alle tavole rotonde sulla musica nei film di Guru Dutt e sul gender in India condotte da studiosi e indologi.
Numerosi gli ospiti di questa edizione: i registi Ketan Mehta, Raja Menon, Sooni Taraporevala, Sanjeev Sivan, Kartik Singh e Dev Khanna; le attrici Nandana Sen e Iyanah Bativala, e lo sceneggiatore Shakir Kadri. Sono stati presenti anche l'Ambasciatore dell'India in Italia Arif Shahid Khan e l'Assessore alla Cultura della Regione Toscana Paolo Cocchi.
Durante la serata finale sono stati annunciati i vincitori del River to River Digichannel Audience Award:
- sezione lungometraggi: A Heaven on Earth di Deepa Mehta
- sezione cortometraggi: il  lavoro di animazione Topi di Arjun Rihan
- sezione documentari: Children of God di Yi Seung-jun

Dopo la premiazione, la serata è proseguita con la proiezione dei tre vincitori del concorso Advantage India, e con il Closing Film, il film di animazione Sita Sings the Blues di Nina Paley sulla tragicommedia del Rāmāyaṇa.

### 2010
La decima edizione di River to River. Florence Indian Film Festival, con il Patrocinio dell'Ambasciata dell'India, si è conclusa giovedì 9 dicembre, con un successo di pubblico e di stampa, riconfermando l'ottima idea dei 50 giorni di cinema internazionale a Firenze e la bellissima sala storica dell'Odeon.
Al cinema Odeon la selezione dei film in concorso, l'Opening ed il Closing Film - entrambi diretti da Aparna Sen -, le sezioni speciali e la retrospettiva dedicata a Satyajit Ray (in collaborazione con il Directorate of Film Festivals di Nuova Delhi, il National Film Archive of India di Pune e il National Film Development Corporation di Mumbai), oltre che le proiezioni al cinema Spazio Uno, hanno avuto un ottimo riscontro tra gli spettatori e gli addetti ai lavori.
Le collaborazioni con il Museo Marino Marini per la mostra fotografica Satyajit Ray: un regista dalla passione creativa di Nemai Ghosh e con Palazzo Tornabuoni sono stati importanti per la manifestazione, oltre alle tavole rotonde mattutine tenutesi all'Odeon.
Numerosi gli ospiti di questa edizione: 
I registi e gli attori dei lungometraggi: Aparna Sen (regista Iti Mrinalini, The Japanese Wife e Mr. and Mrs. Iyer), Rahul Bose (attore I Am, The Japanese Wife, Split Wide Open, Mr. and Mrs. Iyer e regista e attore Everybody Says I'm Fine!), Ajit Ahuja (aiuto regista di Ishqyia), Onir (regista di I Am) e Malaika Shenoy (attrice di Peepli Live). 
Tra i registi dei cortometraggi e dei documentari: Prithi Gowda (Televisnu), Arati Kadav, Devendra Gandhi e Chetan Vora (Uss Paar), Franco La Cecla (Minimum Maharaja), Jan Michelini e Italo Spinelli (The Streets of Shantaram), Rupesh Paul (You Can't Step Twice in the Same River), Michael Anthony Rawlins (Kiss Me A'ready), Rizwan Siddiqui  (Kharboozey) e Vijay Singh (India by Song).
Sono stati presenti anche l'Ambasciatore dell'India in Italia Debabrata Saha, la Vice Presidente della Regione Toscana Stella Targetti, oltre che l'Assessore alla Cultura della Regione Toscana Cristina Scaletti.
Durante la serata finale sono stati annunciati i vincitori del River to River Digichannel Audience Award:
-	sezione lungometraggi: l'intenso e toccante I Am di Onir
-	sezione cortometraggi: il viaggio nella memoria di Grant St. Shaving Co di Payal Sethi
-	sezione documentari: India by Song di Vijay Singh, uno straordinario ritratto musicale dell'India
Dopo la premiazione, la serata è proseguita con la proiezione dei tre vincitori del concorso Advantage India, e con il Closing Film, l'appassionante The Japanese Wife di Aparna Sen, tratto da romanzo di Kunal Basu.

### 2011
L'undicesima edizione del Festival si è tenuta dal 2 all'8 dicembre 2011 al cinema Odeon.
Hanno partecipato i registi e gli attori dei lungometraggi Rudronil Ghosh (attore di Chaplin), Zaib Rehman (attrice di Bol) e Q (regista di Gandu).
Tra i registi dei cortometraggi e dei documentari: Milind Dhaimade (regista di Prakata Het Yad), Valerie Berteau e Philippe Witjes (registi di Himself He Cooks), Filippo Carli (regista di Nataraja) e Anubhav Syal (direttore della fotografia di Gulcharrey).
Hanno invece reso possibili gli incontri mattutini: Sauro Albisani, Franca Bacchiega, Fabrizia Baldissera, Maria Grazia Beverini del Santo e Folco Terzani.